# Талботтон (Джорджія)
Талботтон (англ. Talbotton) — місто (англ. city) в США, в окрузі Телбот штату Джорджія. Населення — 742 особи (2020).

## Географія
Талботтон розташований за координатами 32°40′38″ пн. ш. 84°32′26″ зх. д. / 32.67722° пн. ш. 84.54056° зх. д. (32.677248, -84.540650).  За даними Бюро перепису населення США в 2010 році місто мало площу 8,09 км², з яких 8,04 км² — суходіл та 0,05 км² — водойми.

### Клімат
| Клімат : Талботтон      | Клімат : Талботтон | Клімат : Талботтон | Клімат : Талботтон | Клімат : Талботтон | Клімат : Талботтон | Клімат : Талботтон | Клімат : Талботтон | Клімат : Талботтон | Клімат : Талботтон | Клімат : Талботтон | Клімат : Талботтон | Клімат : Талботтон | Клімат : Талботтон |
| Показник                | Січ.               | Лют.               | Бер.               | Квіт.              | Трав.              | Черв.              | Лип.               | Серп.              | Вер.               | Жовт.              | Лист.              | Груд.              | Рік                |
| Абсолютний максимум, °C | 27,8               | 28,3               | 33,9               | 35,6               | 37,8               | 40,6               | 43,3               | 41,7               | 42,2               | 37,8               | 31,7               | 28,3               | 43,3               |
| Середній максимум, °C   | 12,9               | 15,4               | 19,6               | 23,3               | 27,1               | 30,3               | 31,8               | 31,1               | 28,4               | 23,5               | 19,1               | 13,7               | 23,0               |
| Середній мінімум, °C    | 0,1                | 1,8                | 5,1                | 9,1                | 13,8               | 18,6               | 20,6               | 20,2               | 16,8               | 9,9                | 4,9                | 1,0                | 10,2               |
| Абсолютний мінімум, °C  | −20,6              | −21,1              | −11,1              | −3,9               | 0,6                | 5,6                | 10,0               | 10,0               | 1,1                | −5                 | −13,3              | −17,2              | −21,1              |
| Норма опадів, мм        | 111                | 124                | 137                | 93                 | 81                 | 109                | 127                | 97                 | 89                 | 77                 | 100                | 117                | 1262               |
| Днів з дощем            | 7,6                | 7,5                | 7,4                | 6,3                | 6,8                | 8,3                | 8,6                | 7,5                | 5,7                | 5,5                | 6,1                | 7,4                | 84,7               |
| ----------------------- | ------------------ | ------------------ | ------------------ | ------------------ | ------------------ | ------------------ | ------------------ | ------------------ | ------------------ | ------------------ | ------------------ | ------------------ | ------------------ |
| Джерело:                |                    |                    |                    |                    |                    |                    |                    |                    |                    |                    |                    |                    |                    |

## Демографія
Згідно з переписом 2010 року, у місті мешкало 970 осіб у 384 домогосподарствах у складі 246 родин. Густота населення становила 120 осіб/км².  Було 459 помешкань (57/км²).
Расовий склад населення:
| - 84,1 % — чорних або афроамериканців - 15,1 % — білих - 0,2 % — корінних американців |

До двох чи більше рас належало 0,4 %. Частка іспаномовних становила 1,9 % від усіх жителів.
За віковим діапазоном населення розподілялося таким чином: 23,3 % — особи молодші 18 років, 62,1 % — особи у віці 18—64 років, 14,6 % — особи у віці 65 років та старші. Медіана віку мешканця становила 39,7 року. На 100 осіб жіночої статі у місті припадало 89,1 чоловіків;  на 100 жінок у віці від 18 років та старших — 84,6 чоловіків також старших 18 років.
Середній дохід на одне домашнє господарство  становив 32 796 доларів США (медіана — 19 167), а середній дохід на одну сім'ю — 41 124 долари (медіана — 35 577). Медіана доходів становила 31 063 долари для чоловіків та 23 026 доларів для жінок. За межею бідності перебувало 34,2 % осіб, у тому числі 42,5 % дітей у віці до 18 років та 37,3 % осіб у віці 65 років та старших.
Цивільне працевлаштоване населення становило 420 осіб. Основні галузі зайнятості: освіта, охорона здоров'я та соціальна допомога — 22,6 %, виробництво — 22,1 %, мистецтво, розваги та відпочинок — 11,0 %, роздрібна торгівля — 10,5 %.